# Arbejdsministre fra Færøerne
Arbejdsministeren (færøsk: landsstýrismaðurin í arbeiðaramálum eller arbeiðsmarknaðarmálum) var en ministerpost i Færøernes regering 1970–1975, 1988–1989 og 1991–1998. Ministerpostens tilbagekomst var stærkt relateret til Finanskrisen på Færøerne 1989–1995. Siden 1998 har arbejdsmarkedsrelaterede sager hørt under Socialministeriet.
| Periode   | Navn               | Parti               | Ministerium                                                                                 |
| --------- | ------------------ | ------------------- | ------------------------------------------------------------------------------------------- |
| 1970–1975 | Jacob Lindenskov   | Javnaðarflokkurin   | Arbejds-, social- og industriministeriet                                                    |
| 1988–1989 | Vilhelm Johannesen | Javnaðarflokkurin   | Industri- og arbejdsministeriet                                                             |
| 1991–1994 | Jóannes Eidesgaard | Javnaðarflokkurin   | Social-, sundheds- og arbejdsministeriet                                                    |
| 1994–1995 | Óli Jacobsen       | Verkamannafylkingin | Industri-, handels-, erhvervs-, arbejds-, landbrugs-, trygheds-, rets- og politiministeriet |
| 1995–1996 | Axel H. Nolsøe     | Verkamannafylkingin | Social-, sundheds-, arbejds-, trygheds-, rets- og politiministeriet                         |
| 1996–1998 | Kristian Magnussen | Verkamannafylkingin | Social-, sundheds-, arbejds-, trygheds-, rets- og politiministeriet                         |
| 1998      | Óli Jacobsen       | Verkamannafylkingin | Social-, sundheds-, arbejds-, trygheds-, rets- og politiministeriet                         |